# Colinas do Sul
Colinas do Sul is een gemeente in de Braziliaanse deelstaat Goiás. De gemeente telt 4.026 inwoners (schatting 2009).